# Specifický rizikový materiál
Specifický rizikový materiál (SRM) zahrnuje živočišné tkáně definované v Nařízení Evropského parlamentu a Rady (EU) č.999/2001, kterým se stanoví pravidla pro prevenci, tlumení a zdolávání některých transmisivních spongiformních encefalopatií, obecně označovaných jako BSE či též nemoc šílených krav.
U skotu patří mezi tento materiál lebka včetně mozku a očí, mandle a mícha skotu staršího než 12 měsíců a střeva od dvanáctníku po konečník skotu jakéhokoliv věku. SRM musí být odstraňován na jatkách nebo bouráních pod státním veterinárním dozorem. Veškerý takto získaný materiál musí být okamžitě po odstranění obarven speciální barvou a musí být úplně zlikvidován spálením.